# Изгнанные дьяволом
«Изгнанные дьяволом» (англ. The Devil's Rejects) — второй фильм Роба Зомби, сиквел фильма «Дома 1000 трупов», созданный в традиционной стилистике фильмов ужасов, но изрядно наполненный чёрным юмором. В большинстве стран фильм имеет максимальный ограничительный возрастной рейтинг (в США — NC-17 (первоначально), в России — 18+). Иногда фильм может называться «Дом 1000 трупов-2».

## Сюжет
Действие фильма происходит спустя несколько месяцев после событий первой части. Техасский шериф Джон Куинси Уайдел, брат которого погиб от рук членов клана Файрфлай, встал на тропу войны, и его цель не посадить маньяков, а уничтожить. Однако в результате полицейского штурма дома Файрфлай двум членам семейства, Отису и Малышке, удаётся бежать. Мамашу полиции удаётся арестовать. На свободе остаётся и патриарх семейки — владелец местного музея монстров и психопатов, клоун-убийца по кличке капитан Сполдинг.
В одном из придорожных мотелей Отис и Малышка берут в заложники группу странствующих музыкантов Роя Салливана. Через некоторое время маньяки начинают глумиться над своими жертвами. Затем они приступают к изощрённым пыткам, а затем и убийствам музыкантов. Здесь к ним присоединяется Сполдинг. Затем они исчезают. Прибывший на место бойни Уайдел решает привлечь к работе по поискам беглецов двух киллеров — Рондо и Билли Снаппера. Сам же шериф спускается в камеру и засаживает в живот Мамаши свой тесак.
Сполдинг со своими спутниками скрываются в приграничном борделе, принадлежащем его другу Чарли. Здесь их и настигает Уайдел со своими громилами. Семейство Файрфлай оказывается в руках шерифа, который отвозит их в их дом. Здесь он собственноручно пытает Отиса и Малышку, а затем избивает электрошокером Сполдинга. Здесь шериф выпускает Малышку с целью устроить на неё охоту и поджигает дом, где находятся Сполдинг и Отис. Неожиданно появляется Чарли, который пытается помочь девушке, но шериф убивает его топором. Теперь Уайдел приступает к истязаниям Малышки. Здесь из небытия возникает ещё один член семейства Файрфлай — уродливый гигант Кроха. Он ломает шею шерифу и спасает Малышку, Отиса и Сполдинга. Когда выжившие члены клана уезжают, Кроха уходит в горящий дом.
Сполдинг, Отис и Малышка едут по дороге, пока путь им не преграждает полицейская засада. Достав оставшееся оружие, Файрфлай решают умереть сражаясь. В финальной сцене они погибают, нашпигованные свинцом.

## В ролях
| Актёр                 | Роль                              |
| --------------------- | --------------------------------- |
| Сид Хэйг              | Капитан Сполдинг (он же Забойщик) |
| Билл Моусли           | Отис Б. Дрифтвуд                  |
| Шери Мун Зомби        | Малышка                           |
| Уильям Форсайт        | шериф Джон Квинси Уайдел          |
| Кен Фори              | Чарли Алтамонт                    |
| Мэттью МакГрори       | Кроха                             |
| Лесли Истербрук       | Мамаша Файрфлай                   |
| Джеффри Льюис         | Рой Салливан                      |
| Присцилла Барнс       | Глория Салливан                   |
| Дейв Шеридан          | полицейский Рэй Добсон            |
| Кейт Норби            | Венди Банджо                      |
| Лью Темпл             | Адам Банджо                       |
| Дэнни Трехо           | Рондо                             |
| Даллас Пейдж          | Билли Рэй Снаппер                 |
| Брайан Посен          | Джимми                            |
| Элизабет Дэйли        | Кэнди                             |
| Том Тоулс             | Джордж Уайдел                     |
| Майкл Берриман        | Клевон                            |
| Келвин Браун          | Бабба                             |
| П.Дж. Соулз           | Сьюзан                            |
| Дебора Ван Валкенберг | Кейси                             |
| Джинджер Линн Аллен   | Фанни                             |
| Джоссара Джинаро      | Мария Гомес                       |
| Крис Эллис            | Коггз                             |
| Мэри Воронов          | Эбби                              |
| Дэниел Робук          | Моррис Грин                       |

## Награды
- 2006 Fangoria Chainsaw Award
  - категория «фильм об убийцах» — победитель
  - категория «связь с адом» — победитель
  - категория «лучший актёр» (Сид Хейг) — победитель
- 2005 Satellite Award
  - номинация в категории «Нестандартный DVD»